# Geronimo Limón Márquez
Blahoslavený Geronimo Limón Márquez, řeholním jménem Luis (Ludvík) z Valenciny (27. března 1885, Valencina del Alcor – 3. srpna 1936, Antequera), byl španělský římskokatolický kněz, řeholník Řádu menších bratří kapucínů a mučedník.

## Život
Narodil se 27. března 1885 ve Valencina del Alcor v rodině Luise a Maríe Dolores. Roku 1892 přijal svátost biřmování.
Roku 1900 vstoupil ke kapucínům v Barramedě a přijal jméno Ludvík z Valenciny. Dne 8. května 1901 složil své časné sliby a o čtyři roky později sliby věčné. Roku 1908 byl vysvěcen na kněze.
Byl vynikajícím kazatelem. Působil jako kvardián v Barramedě, Seville a Antequeře. Poté se stal provinciálem.
Když vypukla v červenci roku 1936 španělská občanská válka a katolická církev byla pronásledována, milice začala obléhat klášter v Antequeře. Otec Ludvík se pokusil útect z okna, ale zlomil si nohu. Poté jej Červený kříž odvezl do nemocnice, kde jej nechali ležet před dveřmi. Podle svědků se otec modlil a řekl: „Otče, do tvých rukou odevzdávám svého ducha!“ Poté jej milice zatkla a 3. srpna byl zastřelen v nedaleké uličce u sochy Panny Marie Karmelské.

## Proces blahořečení
Proces jeho blahořečení byl zahájen roku 1954 v arcidiecézi Madrid spolu s dalšími jedenatřiceti spolubratry kapucíny.
Dne 27. března 2013 uznal papež František jejich mučednictví. Blahořečeni byli 13. října 2013 ve skupině 522 španělských mučedníků.